# Anchoa eigenmannia
Anchoa eigenmannia är en fiskart som först beskrevs av Meek och Hildebrand 1923.  Anchoa eigenmannia ingår i släktet Anchoa och familjen Engraulidae. IUCN kategoriserar arten globalt som livskraftig. Inga underarter finns listade i Catalogue of Life.